# Kees Oldenburg
Kees Oldenburg (Rotterdam, 28 december 1900 - 20 januari 1954) was een Nederlands voormalig voetballer die als aanvaller speelde.

## Interlandcarrière

### Nederland
Op 14 maart 1926 debuteerde Oldenburg voor Nederland in een vriendschappelijke wedstrijd tegen België (1-1 gelijkspel).
| Interlands van Kees Oldenburg | Interlands van Kees Oldenburg | Interlands van Kees Oldenburg | Interlands van Kees Oldenburg | Interlands van Kees Oldenburg | Interlands van Kees Oldenburg |
| №                             | Datum                         | Wedstrijd                     | Uitslag                       | Soort Wedstrijd               | Doelpunten                    |
| Als speler bij Stormvogels    | Als speler bij Stormvogels    | Als speler bij Stormvogels    | Als speler bij Stormvogels    | Als speler bij Stormvogels    | Als speler bij Stormvogels    |
| ----------------------------- | ----------------------------- | ----------------------------- | ----------------------------- | ----------------------------- | ----------------------------- |
| 1.                            | 14-3-1926                     | België - Nederland            | 1-1                           | Vriendschappelijk             | 0                             |